# Criminal Intent – Verbrechen im Visier
Criminal Intent – Verbrechen im Visier ist eine 2001 gestartete und 2011 beendete US-amerikanische Fernsehserie und ein Ableger von Law & Order. Sie wurde in den USA durch NBC (Staffel 1–6) und USA Network (Staffel 7–10), in Deutschland durch VOX und in Österreich durch den ORF ausgestrahlt sowie im deutschsprachigen Bezahlfernsehen durch 13th Street Universal.

## Konzept
| “In New York City’s war on crime, the worst criminal offenders are pursued by the detectives of the Major Case Squad. These are their stories.” | dt.: „In New York Citys Kampf gegen das Verbrechen werden die schlimmsten Straftäter von den Detectives der Major Case Squad, der Abteilung für Kapitalverbrechen, gejagt. Dies sind ihre Geschichten.“ |

Mit diesen einleitenden Worten, in der deutschen Fernsehfassung gesprochen von Randolf Kronberg (in der US-Originalfassung von Steven Zirnkilton), beginnt jede Folge von Criminal Intent. Die Serie beschreibt die psychologischen Hintergründe der Tat sowie die Arbeit eines Polizeiteams inklusive eines Profilers. Die Polizisten des Major Case Squad treten erst nach dem Vorspann in Aktion, die Arbeit der Staatsanwaltschaft hat einen äußerst geringen Anteil an der Serie, besonders nachdem Courtney B. Vance als Ron Carver nach der fünften Staffel ausgestiegen war.

## Besetzung

### Haupt- und Nebendarsteller mit Synchronstimmen
| Rang            | Rollenname            | Schauspieler                | Haupt- bzw. Nebenrolle (Staffeln) | Haupt- bzw. Nebenrolle (Episoden) | Deutsche Synchronstimme | Ausstiegsgrund                                                     |
| --------------- | --------------------- | --------------------------- | --------------------------------- | --------------------------------- | ----------------------- | ------------------------------------------------------------------ |
| Hauptdarsteller |                       |                             |                                   |                                   |                         |                                                                    |
| Det.            | Robert Goren          | Vincent D’Onofrio           | 1–9, 10                           | 1–173, 188–195                    | Christian Weygand       | aus dem Polizeidienst entlassen, kehrt jedoch später wieder zurück |
| Det.            | Alexandra Eames       | Kathryn Erbe                | 1–9, 10                           | 1–173, 188–195                    | Alexandra Ludwig        | den Polizeidienst verlassen, kehrt jedoch später wieder zurück     |
| Capt.           | James Deakins         | Jamey Sheridan              | 1–5                               | 1–111                             | Leon Rainer             | pensioniert                                                        |
| ADA             | Ron Carver            | Courtney B. Vance           | 1–5                               | 1–111                             | Dietmar Wunder          | keine Erwähnung mehr                                               |
| Det.            | Mike Logan            | Chris Noth                  | 4, 5–7                            | 79, 90–154                        | Tom Vogt                | pensioniert                                                        |
| Det.            | Carolyn Barek         | Annabella Sciorra           | 5                                 | 91–111                            | Martina Treger          | versetzt                                                           |
| Det.            | Megan Wheeler         | Julianne Nicholson          | 6–8                               | 113–133, 145–169                  | Bianca Krahl            | im Elternurlaub                                                    |
| Det.            | Nola Falacci          | Alicia Witt                 | 7                                 | 135–143                           | Stephanie Kellner       | von Det. Wheeler wieder abgelöst, geht zum FBI nach Quantico       |
| Capt.           | Danny Ross †          | Eric Bogosian               | 6–9                               | 112–172                           | Joachim Tennstedt       | im Undercovereinsatz erschossen                                    |
| Det.            | Zach Nichols          | Jeff Goldblum               | 8–9                               | 157–187                           | Arne Elsholtz           | —                                                                  |
| Det.            | Serena Stevens        | Saffron Burrows             | 9                                 | 173–187                           | Katrin Zimmermann       | —                                                                  |
| Capt.           | Zoe Callas            | Mary Elizabeth Mastrantonio | 9                                 | 174–187                           | Katharina Koschny       | —                                                                  |
| Capt.           | William Hannah        | Jay O. Sanders              | 10                                | 188–195                           | Thomas Rauscher         | —                                                                  |
| Psy.D.          | Dr. Paula Gyson       | Julia Ormond                | 10                                | 189–195                           | Christin Marquitan      | —                                                                  |
| Nebendarsteller |                       |                             |                                   |                                   |                         |                                                                    |
| M.E.            | Dr. Elizabeth Rodgers | Leslie Hendrix              | 1–10                              | 4–193                             | Bettina Kenter          | —                                                                  |
| Psy.D.          | Dr. Emil Skoda        | J. K. Simmons               | 1                                 | 12                                | Walter von Hauff        | —                                                                  |
| –               | Nicole Wallace        | Olivia d’Abo                | 2, 4–7                            | 25, 45, 70, 90, 100, 133, 155     | Andrea Solter           | wurde von Gorens Mentor Declan Gage ermordet                       |
| Det.            | G. Lynn Bishop        | Samantha Buck               | 3                                 | 50–56                             | Claudia Lössl           | von Det. Eames wieder abgelöst                                     |
| ADA             | Patricia Kent         | Theresa Randle              | 6                                 | 112, 118                          | Sandra Schwittau        | keine Erwähnung mehr                                               |

Anmerkungen:
1. ↑  Der Rang innerhalb des Polizeireviers bzw. der Staatsanwaltschaft und der Mediziner, den die dargestellte Figur innehat.

Abkürzungen:
| ADA    | Assistant District Attorney (Assistenzstaatsanwalt) |
| Psy.D. | Doktor der Psychologie                              |
| M.E.   | Medical Examiner (Gerichtsmedizinerin)              |

### Wesentliche Änderungen während der Serie
Zu Beginn der sechsten Staffel gab es in der Besetzung von Criminal Intent – Verbrechen im Visier zahlreiche Änderungen. Courtney B. Vance verließ die Serie und Nona Gaye sollte ihn als Bezirksstaatsanwältin ersetzen. Bereits kurz nach Drehstart in ihrer Rolle als stellvertretende Bezirksstaatsanwältin Patricia Kent stieg sie aber wieder aus der Serie aus; Grund hierfür sollen künstlerische Differenzen gewesen sein. Besetzt wurde ihre Rolle dann mit Theresa Randle, die aber letztlich nur in zwei Episoden auftrat. Jamey Sheridan verließ die Serie ebenfalls, Eric Bogosian übernahm als Captain Daniel Ross die Leitung der Major Case Squad. Neue Partnerin an der Seite von Detective Mike Logan (Chris Noth) wurde Megan Wheeler (Julianne Nicholson), nachdem seine erste Partnerin Carolyn Barek (Annabella Sciorra) die Serie verlassen hatte.
Mit Beginn der siebten Staffel wurde Alicia Witt temporär die neue Partnerin von Chris Noth, da Julianne Nicholson schwanger war. Ab der 12. Folge der siebten Staffel war Julianne Nicholson wieder als Partnerin von Chris Noth zu sehen.
Mit Beginn der achten Staffel war Jeff Goldblum als neuer Hauptdarsteller dabei. Chris Noth stieg nach fünf Jahren (1990–1995) bei Law & Order und drei Jahren (2005–2008) bei Criminal Intent aus dem Law-&-Order-Franchise aus. Grund sei seine Gage gewesen, die nicht seinen Wünschen entsprochen habe.
Im Auftakt der neunten Staffel wurden die Figuren Goren, Eames und Ross aus der Serie geschrieben. Dieser Auftakt besteht aus zwei Teilen, wobei schon im ersten Teil Captain Ross erschossen wird. Im zweiten Teil wird Goren entlassen und Eames kündigt, weil sie ohne Goren nicht weiterarbeiten will. Die Herausschreibung der drei Rollen erfolgte aus finanziellen Gründen aufseiten des Senders USA Network.
Am 21. September 2010 verlängerte USA Network die Serie um eine achtteilige zehnte und letzte Staffel, die vom 1. Mai bis zum 26. Juni 2011 ausgestrahlt wurde. Für diese Staffel kehrten Vincent D’Onofrio und Kathryn Erbe in ihren alten Rollen zurück.

## Fernsehausstrahlung
Die ersten drei Staffeln wurden in Deutschland zwischen August 2004 und Dezember 2005 von VOX, jeweils montags, erstmals gesendet. Die zwischen Februar und Oktober 2006 auf demselben Sendeplatz erstausgestrahlte vierte Staffel wurde im Juni und Juli durch eine Sommerpause unterbrochen. In den Pausen sowie mittwochs wurden Wiederholungen gesendet. Die fünfte und sechste Staffel wurde ab November 2006 mittwochs um 20.15 Uhr erstausgestrahlt. Die siebte Staffel mit allen 22 Folgen wurde von VOX vom 1. Oktober 2008 bis zum 1. April 2009 ausgestrahlt.
In den USA wurde der Starttermin für die achte Staffel vom 7. November 2008 auf den 19. April 2009 verschoben. In Deutschland war die achte Staffel vom 14. November 2009 bis zum 24. März 2010 wie gewohnt mittwochs auf VOX zu sehen. Die neunte Staffel startete mit einer Doppelfolge am 10. November 2010 und lief mittwochs um 20:15. Ab dem 3. Januar 2011 liefen die neuen Folgen montags um 21:15.

## Zusatzinformationen
- Nach vier Staffeln war noch keiner der Hauptdarsteller ausgewechselt worden, was bislang keine der Law-&-Order-Serien geschafft hatte.
- In der fünften Staffel stießen Annabella Sciorra und Chris Noth (in seiner Rolle als Mike Logan aus der Mutterserie Law & Order) hinzu, um Vincent D’Onofrio zu entlasten, der Ende 2004 am Set einen Zusammenbruch erlitten hatte. Sciorra spielte in 12 der insgesamt 22 Folgen der Staffel; Noth trat in insgesamt 36 Folgen auf, die sich auf die fünfte, sechste und siebte Staffel verteilten.
- Die Schwangerschaft von Darstellerin Kathryn Erbe wurde in die Handlung eingebaut, indem man ihre Figur ein Kind für ihre Schwester austragen ließ. Sie tauchte deshalb über mehrere Folgen gar nicht oder nur kurz auf. Goren erhielt für sieben Folgen Detective G. Lynn Bishop (Samantha Buck) als Partnerin zugeteilt.
- Courtney B. Vance spielte in der Mutterserie Law & Order in der ersten und fünften Staffel jeweils eine andere Rolle.
- Eric Bogosian wirkte bereits 1992 in der Mutterserie Law & Order mit, jedoch in einer anderen Rolle (als Anwalt Gary Lowenthal in den Folgen 3x02 sowie 3x13).
- Der französische Sender TF1 erwarb die Rechte für eine nationale Version der Fernsehserie, die in Paris spielt. Die Rolle des Hauptdarstellers wurde dabei von Vincent Perez übernommen. In Deutschland wurde die Serie unter dem Titel Law & Order Paris ab dem 28. Januar 2011 im ZDF ausgestrahlt.
- Die ersten sechs Staffeln der Serie wurden vom US-amerikanischen Sender NBC erstausgestrahlt. Als die Einschaltquoten dort jedoch sanken, wurde die Serie mit Beginn der siebten Staffel auf dem Kabelsender USA Network erstausgestrahlt. Dieser gehört ebenfalls zum NBC-Network.[4]
- Auch in Criminal Intent tritt Fred Thompson in seiner aus der Originalserie bekannten Rolle als Bezirksstaatsanwalt Arthur Branch in der Doppelfolge der fünften Staffel auf.
- In der Mutterserie Law & Order werden während der Folgen immer wieder Orts- und Zeitangaben eingeblendet. Bei Criminal Intent sind diese Angaben nur in den Staffeln 1 bis 5 und 9 zu sehen.
- In Staffel 9 wurde bei der deutschen Ausstrahlung wieder die alte Titelmusik benutzt, während in der originalen US-Ausstrahlung die ab Staffel 7 geänderte Titelmusik weiterbenutzt wurde. In Deutschland wurde die geänderte Titelmusik (ursprünglich für Law & Order: Trial by Jury) nur für die 8. und 10. Staffel verwendet (allerdings in geschnittener Version).
- Jay O. Sanders spielte in der 10. Staffel die Hauptrolle Capt. William Hannah. Bereits 2001 hatte er in der Folge Die sechste Plage (2x01) die Rolle des Harry Rowan übernommen.
- In der Folge 7x12 Bombenstory gibt es ein Crossover mit der Serie In Plain Sight. Hier taucht in einer Szene die Hauptfigur Inspector Mary Shannon auf, gespielt durch Mary McCormack. Die Story dieser Folge bezieht sich auf die Hintergrundgeschichte der Serie In Plain Sight.
- In der achten Folge der Serie The Cop – Crime Scene Paris kommt es durch das Auftreten der Figur von Madeleine Haynes alias Nicole Wallace zu einem Crossover mit Criminal Intent.
- Seit dem 22. Februar 2024 läuft eine kanadische Version unter dem Titel Law & Order Toronto: Criminal Intent bei Citytv.

## DVD-Veröffentlichung
| DVD Name                                          | Region 1 (USA/Kanada) | Region 2 (Großbritannien)     | Region 2 (Deutschland)                             | Region 4 (Australien) |
| ------------------------------------------------- | --------------------- | ----------------------------- | -------------------------------------------------- | --------------------- |
| Criminal Intent – Verbrechen im Visier – Season 1 | 21. Oktober 2003      | 28. Februar 2005              | 29. Mai 2008 (1. Teil) 24. Juli 2008 (2. Teil)     | 20. Januar 2005       |
| Criminal Intent – Verbrechen im Visier – Season 2 | 12. Dezember 2006     | 17. Juli 2006                 | 7. Mai 2009 (1. Teil) 10. September 2009 (2. Teil) | 7. März 2006          |
| Criminal Intent – Verbrechen im Visier – Season 3 | 14. September 2004    | 13. April 2009                | 22. Juli 2010 (1. Teil) 7. Oktober 2010 (2. Teil)  | 3. Juni 2009          |
| Law & Order: Criminal Intent – Season 4           | 24. November 2009     | 28. Dezember 2009             | 7. Mai 2015 (1. Teil) 17. September 2015 (2. Teil) | 2. Dezember 2009      |
| Law & Order: Criminal Intent – Season 5           | 18. Mai 2010          | 16. August 2010               | N/A                                                | 29. September 2010    |
| Law & Order: Criminal Intent – Season 6           | 28. Juni 2011         | 6. Dezember 2011 (Frankreich) | N/A                                                | N/A                   |
| Law & Order: Criminal Intent – Season 7           | 26. Juni 2012         | 24. April 2012 (Frankreich)   | N/A                                                | N/A                   |
| Law & Order: Criminal Intent – Season 8           | N/A                   | N/A                           | N/A                                                | N/A                   |